# Elemér László von Kászon-Jakabfalva
Elemér Anton Koloman László von Kászon-Jakabfalva (5. října 1864 Budapešť – 2. října 1941 Budapešť) byl rakousko-uherský admirál maďarského původu. U c. k. námořnictva sloužil od roku 1881, řadu let působil v námořní sekci na ministerstvu války jako překladatel do maďarštiny. Absolvoval několik zaoceánských cest a v závěru kariéry byl velitelem několika válečných lodí. V roce 1912 byl odeslán do penze a mimo aktivní službu získal hodnost kontradmirála (1914).

## Životopis

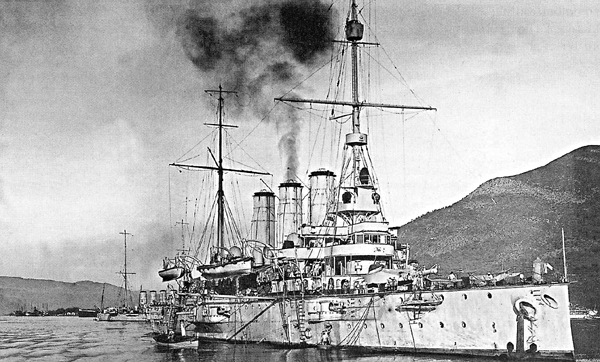
Křižník SMS Kaiser Karl VI., vlajková loď kapitána Eleméra Lászla při cestě do jižní Ameriky (1909–1910)

Pocházel ze staré rodiny ze Sedmihradska, byl synem Kolomana Lászla, sekčního rady na ministerstvu války, který byl povýšen do šlechtického stavu. Po absolvování gymnázia v Budapešti studoval v letech 1877–1881 na C. k. námořní akademii v Rijece. V letech 1881–1882 byl účastníkem plavby korvety SMS Erzherzog Friedrich podél břehů Afriky, do jižní Ameriky a Karibiku. Sloužil také na cvičné lodi SMS Novara a v roce 1884 získal hodnost praporčíka. V letech 1886–1889 působil střídavě u prezidiální kanceláře námořní sekce na ministerstvu války a u námořní základny v Budapešti. Jeho úkolem bylo překládat do maďarštiny dokumenty vycházející z ministerstva války. 
Postupoval v hodnostech (poručík II. třídy 1891, poručík I. třídy 1895) a jako navigační důstojník sloužil na křižníku SMS Tiger a obrněné lodi SMS Kronprinzessin Erzherzogin Stephanie. Na přelomu let 1893–1894 doprovázel na císařské jachtě SMS Miramar císařovnu Alžbětu na Madeiru, později byl přidělen ke sborovému námořnímu velitelství v Pule, kde byl také velitelem jednotek námořní pěchoty. V roce 1896 se podílel na organizaci oslav uherského milénia, kde měl na starost výstavu o námořnictvu. Koncem roku 1896 byl navigačním důstojníkem na korvetě SMS Zrínyi a v letech 1897–1901 byl znovu zaměstnán jako překladatel v prezidiální kanceláři námořní sekce ministerstva války. Na pozici prvního důstojníka poté sloužil na křižníku SMS Kaiser Karl VI., obrněné lodi SMS Erzherzog Albrecht nebo admirálské jachtě SMS Pelikan.

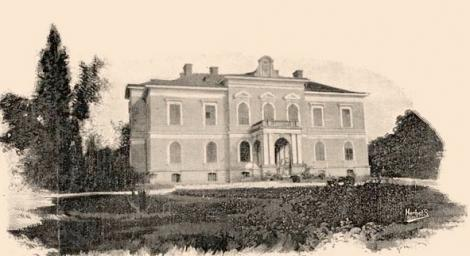
Zámek rodu Degenfeld-Schonburg v Csomaköz (dnes Ciumești, Rumunsko), sídlo Eleméra Lászla po odchodu do výslužby

V hodnosti korvetního kapitána (1. května 1905) zastával funkci velitele námořní základny říční plavby v Budapešti (1905–1908), mezitím byl také velitelem torpédových křižníků SMS Magnet a SMS Lussin. K datu 1. listopadu 1907 byl povýšen na fregatního kapitána a v roce 1909 byl v rámci záložní eskadry velitelem křižníku SMS Szigetvár. Poté střídal působení u sborového námořního velitelství v Pule a u technického referátu námořní základny v Terstu. V letech 1909–1910 byl na vlajkové lodi SMS Kaiser Karl VI. velitelem torpédové flotily. V roce 1910 podnikl s touto lodí plavbu přes Atlantský oceán do jižní Ameriky, křižník brouzdal podél břehů Brazílie, Argentiny a Uruguaye se zastávkami v Montevideu nebo Buenos Aires, nejdéle loď kotvila po dobu tří týdnů v Rio de Janeiru. Plavba začala 1. března 1910 v Pule, kam se loď vrátila přesně po půlroce 31. srpna.
Během mise do jižní Ameriky byl ke dni 1. května 1910 povýšen na kapitána řadové lodi a v letech 1910–1912 byl velitelem dělostřelecké cvičné lodi SMS Adria. Na jaře 1912 byl bez bližšího zařazení přidělen znovu ke sborovému námořnímu velitelství v Pule. K datu 1. srpna 1912 byl penzionován a mimo aktivní službu byl krátce před první světovou válkou povýšen na kontradmirála (25. ledna 1914).
V roce 1898 se v Debrecíně oženil s hraběnkou Annou Marií von Degenfeld-Schonburg (1875–1925), dcerou hraběte Josefa Degenfeld-Schonburga (1847–1927), dědičného člena uherské Sněmovny magnátů. Z manželství se narodily čtyři děti. Rodina původně žila na zámku Degenfeldů v Ciumești. Po první světové válce se tato lokalita ocitla v záboru Rumunska, načež rodina László přesídlila do Budapešti.

## Řády a vyznamenání
Během služby u námořnictva se stal nositelem několika vysokých vyznamenání.
- Vojenská záslužná medaile (1893)
- Jubilejní pamětní medaile (1898)
- rytířský kříž Řádu Františka Josefa (1901)
- Služební odznak pro důstojníky III. třídy (1907)
- Vojenský jubilejní kříž (1908)
- Řád železné koruny III. třídy (1912)